# Le Rêve d'Anna
Pour plus de détails, voir Fiche technique et Distribution.
Le Rêve d'Anna (Anna's Dream) est un téléfilm américain réalisé par Colin Bickley et diffusé en 2003.

## Fiche technique
- Titre original : Anna's Dream
- Réalisation : Colin Bickley
- Scénario : William Bickley et Bill Bickley
- Durée : 82 min
- Pays : États-Unis

## Distribution
- Lindsay Marie Felton : Anna Morgan
- Cara DeLizia : Beth Morgan
- Connie Sellecca : Leslie Morgan
- Melissa Schuman : Sheila
- Richard Thomas : Rod Morgan
- Tyler Goucher : John Morgan
- Courtney Jines : Julie Morgan
- August Amarino : Mr. Bailey
- Scott Cain : Docteur Halpert
- Don Franklin : Tommy Thompson
- Matt Newton : Neil Kennedy
- James Snyder : Kyle
- Collin Stark : Craig